# كاميرون ر. هيوم
كاميرون ر. هيوم (بالإنجليزية: Cameron R. Hume)‏ هو دبلوماسي ومحامي أمريكي، ولد في 1947.

## وصلات خارجية
- كاميرون ر. هيوم على موقع إن إن دي بي (الإنجليزية)